# Les Huit Coups de l'horloge
Les Huit Coups de l'horloge est un recueil de huit nouvelles (dont deux textes d'encadrement) de Maurice Leblanc, mettant en scène les aventures d'Arsène Lupin, gentleman-cambrioleur.
La publication des nouvelles de ce recueil commence en décembre 1922 dans le quotidien Excelsior. Le recueil paraît en librairie en août 1923.
Les huit textes de ce recueil ont un fil directeur. Pour distraire et séduire une jeune femme, Hortense Daniel, Arsène Lupin, sous l'identité du prince Serge Rénine, va s'attacher à résoudre huit énigmes en sa compagnie. Travaillant avec, pour ou contre la police, Lupin s'abstient de voler dans ces nouvelles.
L'utilisation du chiffre 8 est poussée à son paroxysme dans la nouvelle La Dame à la hache.
À la fin de la première aventure, Rénine dit à Hortense Daniel :
« Eh bien, voilà. Aujourd'hui, jour de la première aventure, l'horloge de Halingre a sonné huit coups. Voulez-vous que nous acceptions l'arrêt qu'elle a rendu, et que sept fois encore, dans un délai de trois mois, par exemple, nous poursuivions ensemble de belles entreprises ? Et voulez-vous qu'à la huitième fois vous soyez tenue de m'accorder ?... » [...] Il se tut. Il regardait les jolies lèvres qu'il voulait demander comme récompense, et il fut tellement sûr que la jeune femme avait compris, qu'il jugea inutile de parler de façon plus claire.

## Contenu du recueil
Les Huit Coups de l'horloge regroupe les textes suivants :
1. Au sommet de la tour, publication initiale dans le quotidien Excelsior du 17 au 22 décembre 1922.
2. La Carafe d'eau, publication initiale dans le quotidien Excelsior du 23 au 27 décembre 1922.
3. Thérèse et Germaine, publication initiale dans le quotidien Excelsior du 28 décembre 1922 au 1er janvier 1923.
4. Le Film révélateur, publication initiale dans le quotidien Excelsior du 2 au 6 janvier 1923.
5. Le Cas de Jean-Louis, publication initiale dans le quotidien Excelsior du 7 au 12 janvier 1923.
6. La Dame à la hache, publication initiale dans le quotidien Excelsior du 13 au 17 janvier 1923.
7. Des pas sur la neige, publication initiale dans le quotidien Excelsior du 18 au 22 janvier 1923.
8. Au Dieu Mercure, publication initiale dans le quotidien Excelsior du 23 au 28 janvier 1923.

Ci-dessous le calendrier des parutions dans le quotidien Excelsior :
| Décembre 1922 | Décembre 1922 | Décembre 1922 | Décembre 1922 | Décembre 1922 | Décembre 1922 | Décembre 1922 |
| L             | M             | M             | J             | V             | S             | D             |
| ------------- | ------------- | ------------- | ------------- | ------------- | ------------- | ------------- |
|               |               |               |               |               |               | 17            |
| 18            | 19            | 20            | 21            | 22            | 23            | 24            |
| 25            | 26            | 27            | 28            | 29            | 30            | 31            |

| Janvier 1923 | Janvier 1923 | Janvier 1923 | Janvier 1923 | Janvier 1923 | Janvier 1923 | Janvier 1923 |
| L            | M            | M            | J            | V            | S            | D            |
| ------------ | ------------ | ------------ | ------------ | ------------ | ------------ | ------------ |
| 01           | 02           | 03           | 04           | 05           | 06           | 07           |
| 08           | 09           | 10           | 11           | 12           | 13           | 14           |
| 15           | 16           | 17           | 18           | 19           | 20           | 21           |
| 22           | 23           | 24           | 25           | 26           | 27           | 28           |

## Livre audio
- Maurice Leblanc, Les Huit Coups de l'horloge, Paris, La Compagnie du Savoir, coll. « Les aventures d'Arsène Lupin, gentleman-cambrioleur », 2011 (EAN 3760002133843, BNF 42484353)Narrateur : Philippe Colin ; support : 1 disque compact audio MP3 ; durée : 8 h 2 min environ ; référence éditeur : La Compagnie du savoir CDS146. Regroupe huit nouvelles : Au sommet de la tour, La Carafe d'eau, Thérèse et Germaine, Le Film révélateur, Le Cas de Jean-Louis, La Dame à la hache, Des pas sur la neige et « Au Dieu Mercure ».

## Adaptation à la télévision
- 1974 : Les Huit Coups de l'horloge, épisode 8, saison 2 de la série télévisée Arsène Lupin, réalisé par Jean-Pierre Desagnat, avec Georges Descrières dans le rôle d'Arsène Lupin. Le scénario de cet épisode puise son intrigue dans les récits de plusieurs nouvelles du recueil.